# Arrebol (álbum)
Arrebol es un álbum publicado por el grupo musical chileno Los Jaivas. Se trata de una producción no conceptual, en la que reúnen material discográfico ya editado, procedente de diversas fuentes, con temas grabados con anterioridad y no disponibles en CD, junto con algunas canciones nuevas, constituyendo así una nueva etapa creativa no sujeta a cánones especiales en su conformación.

## Historia
Después de la creación de su obra sinfónica Mamalluca, en 1999, Los Jaivas sienten la necesidad de retomar su sonido tradicional y clásico, y por ello vuelven a los estudios de grabación con la idea de crear un álbum en donde se dé lugar a su ya conocido método de improvisación como forma de obtención de nuevas melodías y arreglos. De estas experiencias de taller surgen siete temas nuevos, que forman el corazón de Arrebol. A este núcleo se agregan las tres cuecas inéditas que habían aparecido en la compilación En El Bar-Restaurant 'Lo Que Nunca Se Supo', editada originalmente en 2000, y algunos temas grabados "por encargo", como "Todos Americanos", que había sido himno de la II Cumbre de las Américas realizada en Chile en 1998; "Por Los Niños Del Mundo", creado para la difusión de la campaña promotora de los Derechos del niño para UNICEF en 1999 y "Vamos Por Ancho Camino", publicada en un tributo discográfico a Víctor Jara impulsado por el sello Alerce en 1998. Todo esto conforma una experiencia inusitada en el catálogo de Los Jaivas, repleta de emociones y cánones y matices inexplorados hasta la fecha.

## Contenido
El origen de los temas es tan diverso como su discografía original. La "Milonga Carcelaria", por ejemplo, está extraída de una carta que escribió Eduardo Parra a Gato Alquinta desde su prisión en Argentina, en 1976. El mismo Gato es quien lleva el manuscrito de esta carta al estudio de grabación para empezar a trabajar con su música y transformarla en un ritmo de milonga, hasta ahora inexplorado por la banda. "Alegría De Mi Amor", la letra pertenece a Gato, habla de un padre orgulloso de los logros académicos de su hija (Aurora Alquinta, la misma que, más tarde, ocuparía su lugar en la voz solista) y data de los primeros años de la residencia del grupo en Europa como comunidad. La búsqueda de nuevas temáticas se entrega en "Chile", tema que rescata estilos narrativos de la poesía popular y urbana, como los que ocupa Mauricio Redolés y en "El Residente Nacional", vals con aires franceses que entrega una visión particularmente irónica sobre aquellos que se conforman con una vida sin sobresaltos ni desafíos, y que, además, constituye la primera incursión del teclista Eduardo Parra en la voz. Tres de las cuecas ("Me Encontré Al Diablo", "Pololeo Por Computer" y "Amores De Antes") ya habían aparecido en el compilatorio En El Bar-Restaurant 'Lo Que Nunca Se Supo', mientras que "Qué Suerte Tengo" es compuesta especialmente para la ocasión.

## Datos

### Lista de temas
- Letra y música de todos los temas: Los Jaivas; excepto donde se indique
- Arreglos de todos los temas: Los Jaivas

1. "Arrebol" – 6:45
2. "Milonga Carcelaria" – 7:19
  - Compañía de Teatro "La Empresa" (director Ernesto Bravo): Murga
  - Coro de amigos: Claudia Silva, Marisol Fernández, Patricia Areca, Ernesto Bravo, Carlos Valdivia, Fabián Valdivia, Arturo Quezada
3. "Alegría de mi Amor" – 3:17
4. "Todos Americanos" – 4:53
  - Grabado en noviembre y diciembre de 1997, en el Estudio Master de Santiago (Ingeniero: Joaquín García) y en el Studio Marcadet, París (Ingeniero: Jean-Marc Delavallée)
  - Mezclado en diciembre de 1997 en Studio Mercadet, París (Asistentes: Pablo González, Jean-Ives Legrand, Samuel Joblon, Frank Eugene)
  - Coro de amigos: Aurora Espinoza, Aurora Alquinta, Eloy Alquinta, Sasha Alquinta, Manuel Lagos, Verónica León, Guillermo Reyes, Loupi Lou, Jean-Marc Delavallée
5. "Por los Niños del Mundo" – 3:11
  - Grabado en abril de 1999 en el Estudio Master de Santiago, Chile (Ingeniero: Eduardo Vergara, Ingeniero asistente en Pro-Tools: Pablo González); mayo de 1999 en el Estudio Azul de Viña del Mar, Chile (Ingeniero: Carlos Herrera) y junio de 1999 en el Studio Marcadet, París, Francia (Ingeniero: Jean-Marc Delavallée)
  - Mezclado en mayo de 1999 en Studio Marcadet, París, Francia (Ingeniero: Jean-Marc Delavallée; Asistentes: Diego Bustamante, Amaru Parra, Brice Picard)
  - Coro de amigos: Alma Delherbe, Martina y Adrián Hiza, Pamela y Nelson Vera, Víctor Hugo y Cristóbal Ibarra
  - Participantes:
    - Niños cantores de Viña del Mar, dirigidos por Jorge Bonilla
    - Niños del Heinrich High School de Ñuñoa, dirigidos por la tía María Eugenia León
    - Martina Hiza: Voz de niña
6. "Libre Albedrío" – 5:18
7. "Vamos por Ancho Camino" (Víctor Jara, Celso Garrido-Lecca) — 3:13
  - Grabado en mayo de 1998 en el Estudio Akustik de Santiago (Ingeniero: Joaquín García)
  - Mezclado en mayo de 1998 en el Studio Marcadet de París, Francia (Ingeniero: Jean-Marc Delavallée; Asistentes: Amaru Parra, Rodrigo Muñoz)
8. "Chile" – 6:20
  - Coro de amigos: Eduardo Vergara, Felipe Flandes
9. "Me Encontré al Diablo" – 3:00
10. "Pololeo por Computer" – 2:53
11. "Amores de Antes" – 2:09
  - Tracks 9, 10 y 11:
  - Grabados en agosto de 1998 en el Studio Marcadet, París, Francia (Ingeniero: Jean-Marc Delavallée; Asistentes: Gregory Poncelet, Tierry Dagois, Christopher Hérbert, Vincent Mirande)
  - Comensales: Mónica Monsalve, Sandra Villegas, Verónica León, Myrú León, Marcela Guzmán, Marta Villegas, Eduardo Vergara, Juanita, Eduardo, Gato, Mario y Claudio
12. "Qué Suerte Tengo" – 3:33
13. "El Residente Nacional" – 4:07

### Músicos
Los Jaivas
- Gato Alquinta – Voz, Guitarra eléctrica, Guitarra acústica, Trutruca, Zampoña, Quena, Flauta dulce, Maracas, Coros
- Claudio Parra – Piano, Clavinova Yamaha PF100, Sintetizador Yamaha DX7, Ronald D70, Acordeón, Güiro, Coros
- Eduardo Parra – Minimoog, Sintetizador Korg 01/WFD, Yamaha DX7, Voz en "El Residente Nacional", Voz de locutor, Pandereta, Chacchas, Coros
- Juanita Parra – Batería, Cultrún, Capachos, Tormento, Voz de robot, Coros
- Mario Mutis – Bajo, Voz, Guitarra acústica, Coros
- Fernando Flores – Charango en "Todos Americanos" y "Vamos por Ancho Camino", cascahuillas en "Todos Americanos"
- Carlos Cabezas – Violín y coros en "Alegría de Mi Amor", charango en "Libre Albedrío"

### Personal
(Excepto donde se indique lo contrario en la lista de temas)
- Ingeniero de grabación: Eduardo Vergara
- Asistente de grabación: Felipe Flandes
- Ingeniero de mezcla: Eduardo Vergara
- Asistentes de mezcla: Amaru Parra, Hugo Núñez
- Ingeniero de masterización: Joaquín García
- Carátula, dibujos y logotipo: René Olivares
- Fotografía: Paula Zuker

### Ediciones
Se editaron singles de "Por Los Niños Del Mundo" y "Todos Americanos", y se incluyeron en compilaciones discográficas alusivas a los eventos que promocionaban. El sencillo promocional de este disco fue una edición de "Arrebol", de la cual, además, se grabó un videoclip.

## Compilaciones
Los temas "Arrebol" y "Todos Americanos" aparecen en Obras Cumbres (2002), mientras que "Alegría De Mi Amor" está recopilada en Canción de amor, de 2005.